# Victor Boelens
Victor Boelens (Leuven, 13 oktober 1872 - Kapellen 22 maart 1955) was een Belgische architect. 

## Biografie

### Familie
Victor Boelens was de oudere broer van architect Alphonse Boelens (1877-1936). Deze laatste -alhoewel later geboren- stierf heel wat jonger.
Voor sommige projecten werkten de beide broers samen.

### Opleiding
Victor Boelens studeerde architectuur aan de Academie voor Schone Kunsten te Leuven en was een leerling van Eugène Frische.

### Stijl en werkterrein
Victor Boelens en zijn broer Alphonse ontwierpen in hoofdzaak gebouwen in de volgende stijlen of met invloeden van:
- eclectisme,
- beaux-arts,
- art nouveau.

De art-nouveaustijl was vanaf 1890 tot het begin van de Eerste Wereldoorlog in Europa zeer gegeerd. Tot de aanvang van die oorlog bouwde Victor Boelens vooral in Brussel en omgeving. Na het uitbreken van de vijandelijkheden was er een totale terugval van de bouwactiviteiten en de heropleving begon pas nadat de vrede was gesloten. Toen verschoof Victor Boelens zijn werkterrein naar de wederopbouw van woningen in Antwerpen en Leuven.

### Functies
Victor trad in 1902 in dienst bij het gemeentebestuur van Ukkel. Daar gelaste men hem met de functie van adjunct-directeur der Werken. Hij combineerde deze taak met zijn bloeiende privépraktijk.

## Oeuvre(Selectie)

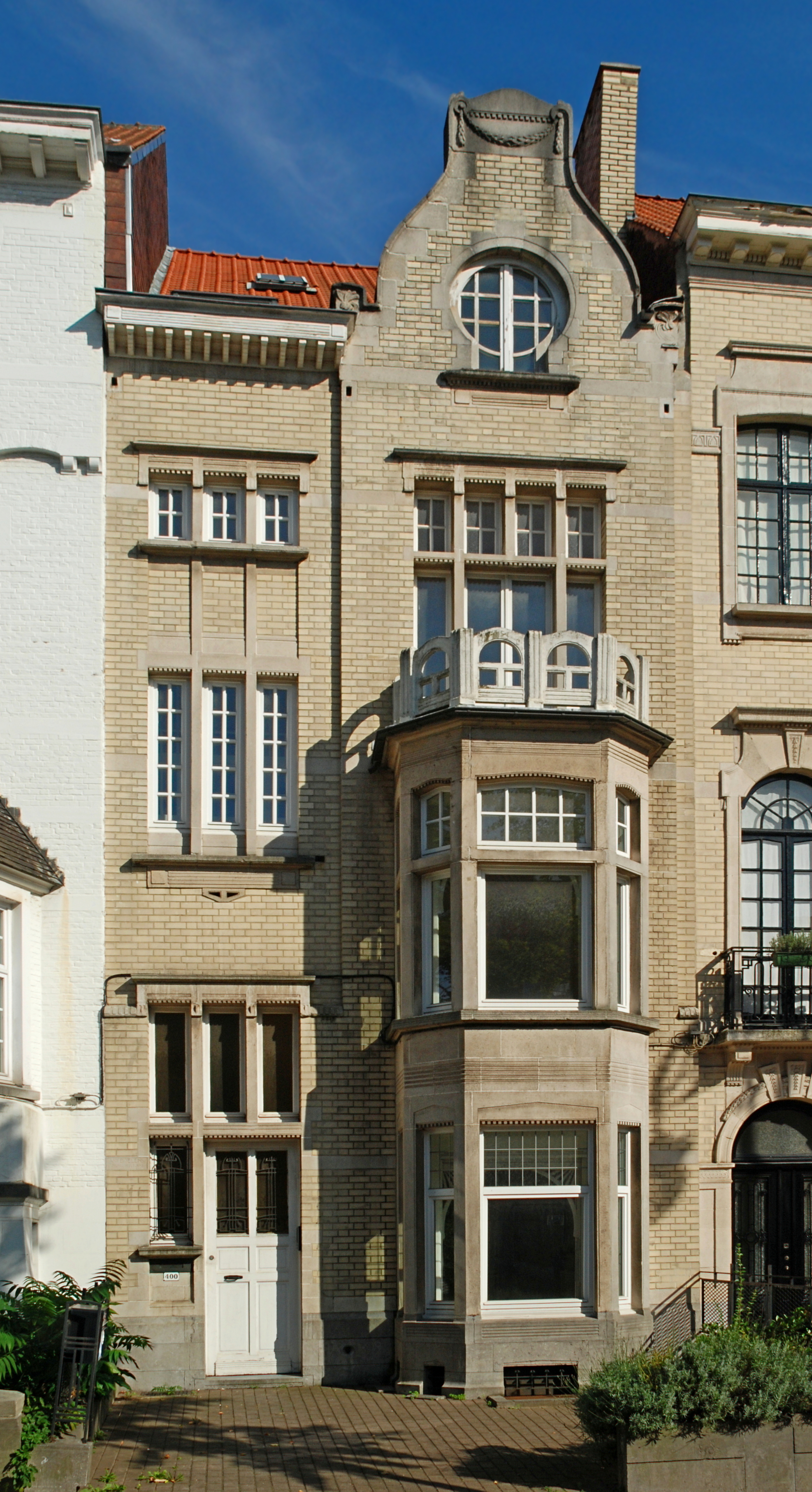
Woning. Brugmannlaan 400, Ukkel.

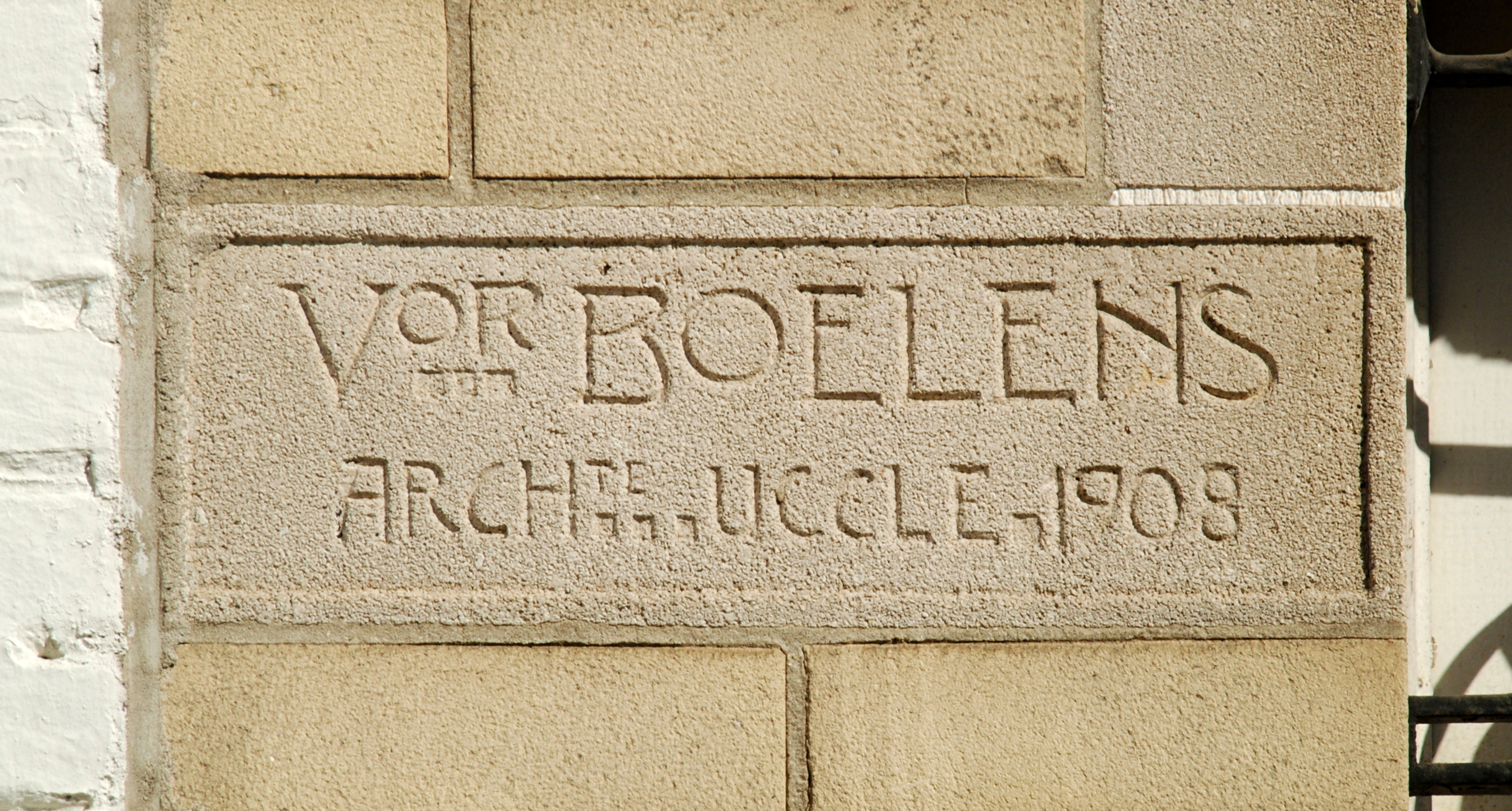
Signatuur van Victor Boelens.

- 1900 : Jef Lambeauxlaan 11, Sint-Gillis. In samenwerking met Alphonse Boelens. Burgershuis met drie bouwlagen en kelderverdieping in eclectische stijl. Bijkomende leefruimte onder het dak, gekendmerkt door een dakkapel. Twee traveeën.
- 1903 : Peter Benoitstraat 7-13, Etterbeek. Drie woningen met gevel in witte baksteen. Eclectische stijl met art-nouveau-invloeden.
- 1903 : Goossensstraat 1, Schaarbeek. Woning in eclectische stijl. Gelijkvloerse verdieping met twee ingangen: de ene voor de gelijkgrondse opbrengstverdieping, de andere voor de woonruimten op de hogerliggende verdiepingen. Balkons op de eerste en de tweede verdieping. Derde verdieping onder mansardedak.
- 1904 : Brugmannlaan 535, Ukkel. Gevel met twee traveeën. Drie bouwlagen en een kelderverdieping.
- 1904 : Waterloosesteenweg 743, Ukkel: Burgershuis. Gevel met twee traveeën. De toegangstravee bestaat uit vier niveaus. De hoofdtravee met klokgevel omvat vijf niveaus: een kelderverdieping en vier hoger liggende verdiepingen waarvan de hoogste in de geveltop is verwerkt. De gevel draagt het signatuur van de architect: Vor Boelens Archte 1904.
- 1904 : Waterloosesteenweg 745, Ukkel. Burgershuis met een kelderverdieping en drie hoger liggende verdiepingen. Op de tweede en derde verdieping bevindt zich een balkon.
- 1904 : Vanderkinderestraat 457, Ukkel. Woning met inkomtravee en hoofdtravee. Kelderverdieping, erboven twee bouwlagen en een dakverdieping. De muuropeningen in de hoofdtravee voor de kelderverdieping en de hogerliggende verdieping zijn halfrond. De andere zijn rechthoekig. Erker op de eerste verdieping en balkon in smeedijzer op de dakverdieping.
- 1904 : Philippe Baucqstraat 53-59, Etterbeek. Groot hoekhuis (opbrengsthuis) met vier niveaus in eclectische stijl.
- 1905 : Parklaan 21, Sint-Gillis. Burgershuis in geometrische art nouveau. Drie bouwlagen en een kelderverdieping.
- 1905 : Molièrelaan 163, Vorst. Burgershuis in eclectische stijl met art-nouveau-invloeden. Drie bouwlagen en klederverdieping. Hoofdtravee met dakkapel onder een halfrond fronton.
- 1906 :  Peter Benoitstraat 17,  Etterbeek. Woning in eclectische stijl met neobarok. Gevel in witte baksteen. Lijstgevel in arduin. Kelderverdieping en licht verhoogd gelijkvloers. Eerste verdieping met erker. Dakverdieping met balkon. De hoofdtravee eindigt op een halsgevel.
- 1906 : Emile Bouilliotstraat 14, Elsene. Voorgevel bestaande uit twee traveeën. De toegangstravee bestaat uit twee niveaus, de hoofdtravee uit drie niveaus waarvan de onderste ingericht is als garage. Op het lager gelegen deel is de signatuur van architect Boelens aangebracht.
- 1906 : Joseph Hazardstraat 35, Ukkel (hoek met de Schoonuitzichtlaan). Indrukwekkend groot hoekhuis met drie niveaus, bij de aanvang vermoedelijk dienend als opbrengsteigendom.
- 1906 : Jules Maloulaan 11,  Etterbeek. Woning in eclectische stijl met art-nouveau-invloeden.
- 1908 : Molièrelaan 168, Elsene. Burgershuis. Gevel bekleed met witte natuursteen. Twee traveeën. Drie niveaus. Dakkapel later toegevoegd. Kelderverdieping verbouwd tot garage. Erker op de verhoogde gelijkvloerse - en op de eerste verdieping.  Balkon op de tweede verdieping.
- 1908 : Brugmannlaan 400, Ukkel
- 1909 : Brugmannlaan 461-463, Ukkel. Twee herenhuizen, beide met drie bouwlagen. Huis nummer 461 heeft bovendien een mansardeverdieping. Huis nummer 463 heeft een kelderverdieping, een erker op de eerste verdieping en een balkon op de tweede.
- 1909 :  Poststraat 2-4, Sint-Joost-ten-Node. Appartementsgebouw met gelijkvloers en vier verdiepingen. Gevel met neoclassicistische invloed.
- 1910 : Generaal Jaqueslaan 16, Elsene. Herenhuis in beaux-artsstijl. Gevel in witte steen met twee traveeën. Drie niveaus en kelderverdieping.
- 1911 : Alsembergsesteenweg 337-341, Vorst. Opbrengstwoning in beaux-artsstijl met gelijkvloers, drie bovenliggende verdiepingen en een dakverdieping. Balkons op de tweede en de derde verdieping.
- 1911 : Eugène Demolderlaan 38-40, Schaarbeek. Twee herenhuizen in beaux-artsstijl. Beide met een gelijkvloerse en drie hoger liggende verdiepingen. Ter hoogte van de eerste verdieping van huis nummer 40, ziet men het signatuur van de architect: Huis nummer 38 verwierf in 1912 ter gelegenheid van een gevelwedstrijd georganiseerd door de gemeente Schaarbeek, een bronzen medaille.
- 1912 :  Pater Eudore Devroyestraat 21, Etterbeek. Burgershuis in neo-Vlaamse renaissancestijl. Gevel in rode baksteen. Twee traveeën. De gelijkvloerse verdieping is licht verhoogd ten opzichte van de begane grond. Erker op de eerste verdieping bekroond met een balkon op de tweede verdieping. Op de top van de erker staat een inscriptie met het bouwjaar : 1912. De hoofdtravee eindigt met een puntgeveltje.
- 1913 : Brugmannlaan 303, Ukkel. Woning met vier bouwlagen, met een erker op de eerste en een balkon op de tweede verdieping.
- 1913 : Molièrelaan 317, Ukkel.  Kelderverdieping, drie bouwlagen en dakverdieping. Kelderverdieping ingericht als garage. Dakverdieping onder klokgevel. Erker op de benedenverdieping en balkon in smeedijzer op de eerste verdieping.
- 1921 : Amerikalei 41, Antwerpen. Burgershuis in art-nouveaustijl. Gevel met twee traveeën. Kelderverdieping thans ingericht als garage. Gelijkvloers licht verhoogd. Erker op de eerste - en balkon op de tweede verdieping. Signatuur van de architect rechts onder de erker.
- 1922 : Leuven, Diestsevest 19 & 21. Twee enkelhuizen, symmetrisch opgebouwd in spiegelbeeld. Drie niveaus. Drielicht op de gelijkvloerse verdieping, een houten erker op de eerste - en een balkon op de tweede verdieping.
- 1922 : Leuven, Oude markt 52. Herenhuis in rode baksteen en witte natuursteen. Drie niveaus met rondboogvensters. Daarboven een dakverdieping onder zadeldak, eindigend op een halsgevel.
- 1922 : Grootveldlaan 147, Sint-Pieters-Woluwe. Villa met twee niveaus in beaux-artsstijl. Kelderverdieping en leefruimte onder schilddak.
- 1923 : Van den Nestlei 12-14, Antwerpen. Indrukwekkend luxe-appartementsgebouw in beaux-artsstijl. Vijf bouwlagen en pseudo-mansardedak.
- 1926 : Van Praetlei 61, Antwerpen (Merksem). Enkelwoning met drie traveeën, kelderverdieping en drie bouwlagen onder een plat dak. Hoge arduinen plint. Rechthoekige muuropeningen.